# Вербківський парк
Ве́рбківський парк — парк-пам'ятка садово-паркового мистецтва місцевого значення в Україні.  Розташований у селі Вербка Ярмолинецького району Хмельницької області. 
Площа парку 4,8 гектарів. Статус надано відповідно до розпорядження голови виконкому обласної Ради депутатів трудящих від 22.10.1969 року № 358-р. Перебуває у віданні: Вербецька сільська рада.

## Історія
Село Вербка перебувало у власності польських поміщиків. У 18 столітті власником цих земель був польський пан Дульський. Після нього землями володів магнат Напорожний, шляхтич Малуї та француз Дайжек. Останнім власником цих територій був відставний генерал Григорій Миткевич. Він працював у Думі, а за фахом був лікарем-офтальмологом. В першій половині 19 століття у центральній частині сучасного парку був побудований палац — одноповерховий будинок. Під правою частиною будинку збережені підвали, які розділені на окремі приміщення. Біля палацу була розташована криниця з вакуумним насосом, сад, пасіка та теплиці. Розміщувались декілька ставків, які мали різне призначення. Одні використовувались для ловлі риби, інші — в купальних цілях. Після 1917 року території, які раніше належали поміщикам, поділили на окремі частини між місцевими жителями. Будинок використовувався як колгоспна контора. Потім у ньому був створений дитячий садок, зараз розташовується сільський клуб та бібліотека. До середини 1950-х років на початку липової алеї розміщувалась дерев'яна арка. До початку 1960-х років на парковій території функціонували залізні ворота.

## Опис
Природоохоронна територія розташовується на пагорбі, який має значні перепади висот. Південна межа парку проходить поблизу дороги, що має внутрішньогосподарське призначення. Зі східної сторони до парку прилягає сад, а з західної сторони — ставок. З північної сторони територія парку оточена садибами місцевих жителів. Сільський парк та центральна вулиця з'єднанні алеєю лип та бузиною. У північній частині розміщується ділянка грабово-кленового лісу. На центральній ділянці зростає дуб, діаметр стовбура якого — півтора метра. В південній частині парку розташовуються два дерева модрини європейської, софора японська, гледичія три-колючкова, два дерева сосни чорної. Ялина європейська якір-подібної форми має діаметр стовбура, який дорівнює 68,8 сантиметра. У біогрупи ялин діаметр стовбура від 52,5 до 68,8 сантиметра. На території парку у селі Вербки загалом зростає близько п'яти десятків таксонів дерев та кущів. Біля підніжжя паркового пагорба знаходиться ставок, над яким зростає ялина звичайна.